# Dactylochelifer mrciaki
Espèce
Dactylochelifer mrciaki est une espèce de pseudoscorpions de la famille des Cheliferidae.

## Distribution
Cette espèce est endémique d'Ouzbékistan. Elle se rencontre vers Boukhara.

## Étymologie
Cette espèce est nommée en l'honneur de Milan Mrciak (1923–1975).

## Publication originale
- Krumpál, 1984 : Einige bemerkenswerte Pseudoscorpione aus der UdSSR. Acta Entomologica Bohemoslovaca, vol. 81, p. 63-69.